# Gemma Cuervo
Gemma Cuervo de Igartua (* 22. Juli 1934 in Barcelona) ist eine spanische Schauspielerin.

## Leben
Sie war mit dem Schauspieler Fernando Guillén liiert und hat mit ihm gemeinsam die Kinder Fernando und Cayetana. Cuervo wurde bekannt durch ihre Darstellungen in Estudio 1, Médico de familia und Aquí no hay quien viva.

## Filmografie (Auswahl)
- 1956: La vida es maravillosa
- 1964: El escándalo
- 1965: El mundo sigue
- 1965: La dama de Beirut
- 1965: Perché uccidi ancora
- 1965: Vivir al sol
- 1966: Baraka sur X 13
- 1967: Camerino sin biombo
- 1967: Los chicos del Preu
- 1971: La primera entrega
- 1971: Die Herausforderung (Rain for a Dusty Summer)
- 1971: Vente a Alemania, Pepe
- 1971: Essen mit Luis (Historia de una chica sola)
- 1972: Las colocadas
- 1973: Señora doctor
- 1974: Odio a mi cuerpo
- 1975: El adúltero
- 1976: Adulterio a la española
- 1976: Secuestro
- 1977: Dos hombres y, en medio, dos mujeres
- 1978: Partenaire (Kurzfilm)
- 1979: La boda del señor cura
- 1979: Tres en raya
- 1990: Boom boom
- 1993: Amor e Dedinhos de Pé
- 1996: Best-Seller: El premio
- 1998: ¡Qué vecinos tan animales! (Stimme)
- 1999: Em dic Sara
- 1999: Si lo sé no vengo (a mi propio entierro) (Kurzfilm)
- 2003: Pacto de brujas
- 2004: La mirada violeta
- 2005: El sueño de una noche de San Juan (Stimme)
- 2005: Íntimos (Kurzfilm)